# Francesco Brancati
Francesco Brancati (en chinois : 潘國光 ; 1601 - 25 avril 1671), est un jésuite sicilien, missionnaire en Chine au XVIIe siècle.

## Biographie
Francesco Brancati arriva dans l’Empire chinois en 1637, prit le nom chinois de Pan Kuo-kuang, et commença à prêcher l’Évangile dans les villes de Suzhou, de Sung-Kiang et Shanghai, dans la province de Jiangnan. À l’aide du nommé Jacques, fils unique du [kholao] ou ministre Paul, et favorisé par les magistrats, il y construisit plus de quatre-vingt-dix églises et quarante-cinq oratoires dans les divers bourgs et villages du voisinage de ces villes, où le nombre des chrétiens augmenta considérablement.
Pendant trente-deux ans, il propagea en Chine le christianisme, jusqu’à ce qu’en 1665, il fut renvoyé de Pékin à Canton, où il mourut en 1671. Son corps fut transporté de là à Nankin, et enterré définitivement à Shanghai, en dehors de la porte méridionale.

## Œuvres
Francesco Brancati a publié, entre autres ouvrages chinois, un Traité sur l’Eucharistie, avec divers exemples, une Explication des dix commandements, une Réfutation des divinations et un catéchisme très célèbre qui porte le titre de T’ien-shen-hui k’o (天神會課), ou Entretien des anges. Cet ouvrage parut pour la première fois en 1661. L’archimandrite Hyacinthe Bitchourine, qui a été jusqu’en 1820 chef de la mission russe à Pékin, y a fait imprimer un extrait de ce catéchisme. Le P. Brancati a publié en latin :
- De Sinensium ritibus politicis acta, seu R. P. Francisci Brancati Societatis Jesu apud Sinas per annos 34 Missionarii responsa apologetica ad R. P. Dominicum Navarrete, Ordinis Praedicatorum, Paris, apud Nicolaum Pepie, 1700 (lire en ligne).